# 瓜田純士
瓜田 純士（うりた じゅんし、1979年〈昭和54年〉12月4日 - ）は、日本の作家、YouTuber、アマチュアキックボクサー。東京都新宿区歌舞伎町出身。少年のころより東京都内（主に新宿区）では有名な不良であり、17歳から10年間に渡り暴力団に所属。2008年にTHE OUTSIDER、2021年よりBreakingDownに出場。通称、アウトローのカリスマ。

## 来歴
東京都新宿区歌舞伎町の花屋に生まれる。父は暴走族「ブラックエンペラー」の2代目総長にあたる瓜田吉寿。1つ歳上の兄がいる。
小学生ですでに不良少年として知られ、中学2年に進級する際にはあまりの素行の悪さから、通っていた新宿区の中学校から杉並区内の中学校（杉並区立高南中学校）へ強制的に転校させられた。高校には進学せず、17歳(1997年)で暴力団員となり、カーチェイスによる業務上過失傷害で執行猶予期間中の2003年4月に覚醒剤取締法違反（所持及び使用）で逮捕され、3年半の懲役刑となる。
刑務所に服役していた際、5500人が参加した刑務所内の文芸コンクールにて『mother』と題して発表した小説が大賞を獲得。人生初の「賞状」獲得経験となったこの出来事をきっかけに、作家を志すようになった。暴力団は服役中に脱退。2007年9月に仮釈放される。
2008年9月に自伝的小説『ドブネズミのバラード』(太田出版)で作家デビュー。同作品は2010年に大月栄治監督により映画化された。

### THE OUTSIDER出場
2008年3月30日に開催された前田日明がプロデュースする総合格闘技大会THE OUTSIDERの旗揚げ大会に出場し、aym-jetと対戦。aym-jetの負傷による1RドクターストップでTKO勝利。同年7月19日に開催された「THE OUTSIDER 第弐戦」では大谷匡弘と対戦し、1R28秒レフェリーストップでTKO負け。
その後、禁止されていた凶器の持ち込みや関係者パスの偽造などが問題行為とされ、THE OUTSIDERから追放処分を受ける。
2008年から2012年にかけて、地下格闘技イベント「喧王」、ムエタイ興行「ムエローク」、小林道場主催のキックボクシング大会「KICK the ROOTS」、地下格闘技イベント「益荒男」、地下格闘技イベント「BERSERKER」に出場した。
2012年3月27日、JOYの姉であるソフィア・グリーンウッドに対し、「家族や事務所ごと潰してやる」「芸能界から消えろ、弟がどうなっても知らないぞ」などと脅迫したとして逮捕された。ソフィア・グリーンウッドを歌手デビューさせようとして進めていたプロデュース計画が頓挫したことが事件の発端であったという。
2013年10月14日に新聞やテレビで報じられた千葉市内で起きた事件において、何者かに腹部などを刺され重傷を負った東京都新宿区の男性(33)が瓜田純士であると日刊サイゾーが報じた。
2014年7月に(瓜田)麗子と入籍。
2016年3月にYouTubeチャンネルを開設。街を歩いて犯罪を未然に防ぐことを目的にした「プロファイリング企画」、視聴者の悩みに答える企画「ゴッドカウンセラー」などで人気を集める。また、朝倉兄弟(朝倉未来、朝倉海)とコラボするようになり、40歳で格闘技を再開し、キックボクシングに真摯に取り組むようになる。
2018年4月28日にTHE OUTSIDERを主催するリングスからの依頼により、10年ぶりにTHE OUTSIDERへの出場が決定した。出場に際して、THE OUTSIDER代表の前田日明にかつての不義理を謝罪しにリングス本社へ訪れ、前田と和解する様子が日刊サイゾーで報じられた。サイゾー協賛で「瓜田純士に勝ったら10万円」という企画で行われ、挑戦する4人の選手がキックルールでトーナメントを行い、勝ち上がった1人とファイナルで戦う内容。試合はトーナメントを勝ち上がった山口勇と対戦し、1R2分35秒TKO負け。なお、瀧澤謙太がセコンドについていた。

### BreakingDown
2021年9月に開催された「BreakingDown第2回大会」でBreakingDownに初出場。YouTuberの丸出しりょうたと対戦し、判定3-0で勝利。
2022年3月開催の「BreakingDown4」に向けて初めて行われたBreakingDownのオーディションにゲスト参加。オーディションに登場したこめおを挑発すると言い争いになり、本戦での対戦が決定。試合は判定2-1で勝利。同年7月開催の「BreakingDown5」のオーディションでは施設育ちの平石光一との対戦が決定。試合前日記者会見では平石と煽り合いになり、乱闘騒ぎになる。試合は判定2-3で敗北。同年11月開催の「BreakingDown6」のオーディションでは、ラッパーの梵頭と言い争いになり、対戦が決定。試合は延長の末、判定5-0で勝利。
2023年2月開催の「BreakingDown7」のオーディションでバン仲村との対戦が決定し、「個人的な遺恨の最高傑作にしようかなと思ってる」と話した。バン仲村は「BreakingDown5」のオーディションで瓜田と因縁があるという彫師として登場し、仲村は瓜田に対する傷害、恐喝、器物損壊の罪で逮捕された過去があることを告白した。仲村との出会いは、山梨県で行われた講演会に講師として参加したことがきっかけ。著書『ドブネズミのバラード』を発表した作家である瓜田と講演会の運営に携わる仲村という関係であった。
仲村によれば、その後「関東の半グレに指名手配されて、東京にいられない。追われているから匿って欲しい」と瓜田に相談され、山梨県に在住していた仲村が面倒を見始めたという。一方で、その後の瓜田の度重なる素行不良に堪忍袋の緒が切れ、瓜田に暴行を加えた上で「お前の面倒はもう見てやれないから、二度と山梨には来るな」と東京に送り返したという。これに対し瓜田が警察に被害届を出したことで、前述の傷害、恐喝、器物損壊の罪で逮捕されることになるが、嫌疑不十分で釈放される。
仲村との試合は延長ラウンドでダウンを奪い、判定5-0で勝利した。試合後は涙を流して仲村と抱き合っていた。この試合は同年末に開催された「Breaking Down Award 2023」で「年間最高試合賞」を受賞した。
2023年5月開催の「BreakingDown8」のオーディションでは、ひな壇選手視聴者投票で2位に選ばれ、ひな壇選手として残留。本戦では日韓対抗戦に出場し、釜山の喧嘩番長キム・アムゲと対戦。試合はダウンを奪われ、判定0-5で敗北。同年8月開催の「BreakingDown9」のオーディションより、オーディションの審査員として参加。オーディションに登場し、奥野卓志と揉めていた所沢のタイソンに「お前なんか俺に言うことないの？お前、俺の方が因縁あるだろ？」、「恩を仇で返しやがって」などと話し、殴りかかる。テロップでは「所沢のタイソンは瓜田純士の舎弟だったが今は絶縁状態に」との説明があった。また、喧嘩自慢最強決定戦の大阪チームの監督をノッコン寺田とともに務め、決勝で北関東チーム相手に3勝2敗で勝利し、優勝した。 試合前のオーディションでは乱闘騒ぎになり、北関東チーム監督で同じくTHE OUTSIDER出身の萩原裕介から「ガキの管理もできねえのか」、「やんのか。誰に口聞いてるってお前しかいねえだろ。おい、チンピラ」などと言われ、言い争いになっていた。萩原とは2023年11月開催の「BreakingDown10」で対戦が決定し、1ラウンド17秒でKO負けした。
2024年6月開催の「BreakingDown12」のオーディションでは、「BreakingDown10」で引退を賭けて敗戦した黒石高大を会場に呼び寄せ、「本当に引退でいいの?」などと問いかけ、黒石に対戦要求。運営の許可を得た上で対戦が決定した。また、かつて黒石がネット配信で自身の言動を「茶番」などと嘲笑していたとして「BreakingDown6」の試合前日記者会見で「お前からみたら滑稽かもしれないが、大会もりあげようとピエロになってんだよ」と黒石に詰め寄っていたことも対戦を要求する理由の1つとしていた。試合は判定0-5で敗北。
2024年9月開催の「BreakingDown13」のオーディションで行われた、イジメられた経験がある人にスポットをあてた企画「蜘蛛の糸」で、イジメられた過去を克服したいと主張するYoshihito、七瀬嘛雪璃、さわむーの3人に対し、「過去の恐怖、自分が受けた痛みは必ず人生の"足かせ"になる」、「どうすればいいかっていうと、自分の過去を越えるしかないんだよ。荒療治だけど自分たちで越えるしかない」などと話し、七瀬に平手打ち。元いじめっ子を自称する「三河幕府」の貴a.k.a悪魔王子もYoshihitoを挑発するなどし、瓜田、悪魔王子とYoshihito、七瀬、さわむーの2対3での試合が決定した。試合は判定4-1で勝利した。
2024年10月開催の「BreakingDown13.5」では瓜田純士ZERO超レボリューション(うりたじゅんしゼロスーパーレボリューション)名義で、10人ニキこと「超10人ニキブルー100倍界王拳」とメインイベント・1分無制限ラウンドでの対戦が決定。試合前日記者会見では、10人ニキの仕事内容、楽曲、歌詞などの恥部を暴露した。試合は1ラウンド目にダウンを奪われ、判定0-3で敗北。試合後にはバン仲村がリングに上がり、「バン仲村ブラック亀仙人」名義で10人ニキと「BreakingDown14」で対戦することが決定した。
2025年1月開催の「BreakingDown14.5」に出場予定であったが、試合当日に対戦相手のイエスが無期限出場停止処分から復帰した喧嘩自慢最強決定戦・大阪チームのダイスケ、シェンロンから襲撃を受けたことによる負傷で試合が中止となった。イエスとの対戦は、審査員として参加していた「BreakingDown15」のオーディションに参加する選手を決める選考会で因縁をつけられたことによりイエスと乱闘になり、イエスを選考会から強制退場させた。これに対し視聴者からクレームが殺到したことから、BreakingDown CEOの朝倉未来から「14.5」での対戦を打診され承諾した。試合は中止となったが「14.5」のケージ上でイエスとの再戦について、「イエスが回復して望むタイミングで試合を受ける」と明言した。また、イエスを襲撃したダイスケ、シェンロンへの視聴者からの批判を受けて、「俺に対する思いもあったと思う。もしシェンロンとダイスケが世間の声でもし運営の方が追放ということがあれば、俺も追放してもらいます」と話した。
2025年3月開催の「BreakingDown15」では、朝倉未来の旧友であるせーやとの対戦が決定。せーやは前年12月に朝倉がInstagramで公開した動画内で、泥酔した状態で「何が瓜田だ、ばか野郎！ 実績残してないだろ？ なのに俺に偉そうに言える立場？」などと挑発していた。せーやからは暴言について謝罪されたが、けじめとしての対戦を要求され、対戦を受け入れた。試合は延長判定5-0で勝利した。
「15」の試合前日記者会見では運営への批判を展開し、「最近のBDつまんねえよな。アマチュア格闘技大会みたいになり下がってさ」「溝口がなんでもかんでも口出し過ぎるよな。あいつでしゃばりだから。溝口はなんのスペシャリストなんだよ。パワハラのか？」と話し、せーやとの試合について朝倉未来に対し「この試合喜んでんの、お前だけだぞ、未来。バカにしやがってよ」と話した。「俺はよ、運営の審査員席に座って、あんなところ息苦しいよ。俺は審査員降りるよ」と話し、ノッコン寺田から受けた批判を参照した上で以下のように話した。
また、せーやとの試合後の勝利者マイクでは以下のように話した。
さらに、朝倉未来、朝倉海のBreakingDownへの出場を訴え、溝口に対しては「溝口、お前は全知全能の神か。さっきも喧嘩になったけどよ、お前中心にこの世がまわってるんじゃないよ」と苦言を呈した。

## 家族
妻の麗子とは、2013年12月に新宿の交差点で偶然ぶつかってこられたことが最初の出会い。2014年7月に入籍し、妻とともに瓜田夫婦として音楽ユニット、YouTubeなどで活動している。麗子との出会いによって社会性を身につけ、酒、タバコ、悪い人間との付き合いをやめ、格闘技に打ち込むようになったと話している。義息はRepezen Foxxがプロデュースするイベント「炎上万博」に出場経験がある瓜田ジェリヤ、義娘はアイドリング!!!の元メンバーである瓜田レイア(清久レイア)。ジェリヤとレイアは麗子の連れ子であり、瓜田純士との血縁関係はない。
ジェリヤ、レイアともに『BreakingDown』のオーディションに参加経験があり、その際にSNSやコメント欄で血縁関係に関して中傷されたことで反論を展開し、「最初は友達として接していこうとやってたんだけど、自然な流れでジェリヤもレイアも俺を認めてくれるようになって」、「あの子らに何かあれば、俺も一緒に地獄だってみてやるし、血はつながってないけど、俺らには目に見えない絆とか信頼がある」、「おめえら赤の他人に関係ねえんだよ。そんなに気になるんだったらよ。交通費ぐらい出してやるから、俺んとこきて、目の前で言ってみろよ」などと語った。

## 戦績

### アマチュア総合格闘技
| 総合格闘技 戦績 | 総合格闘技 戦績 | 総合格闘技 戦績 | 総合格闘技 戦績 | 総合格闘技 戦績 | 総合格闘技 戦績 | 総合格闘技 戦績 |
| --------------- | --------------- | --------------- | --------------- | --------------- | --------------- | --------------- |
| 7 試合          | (T)KO           | 一本            | 判定            | その他          | 引き分け        | 無効試合        |
| 1 勝            | 1               | 0               | 0               | 0               | 1               | 1               |
| 4 敗            | 3               | 1               | 1               | 0               | 1               | 1               |

| 勝敗 | 対戦相手         | 試合結果                        | 大会名                                | 開催年月日     |
| ×    | 山口勇           | 1R 2:35 TKO                     | THE OUTSIDER 実験リーグ               | 2018年4月18日  |
| △    | 内藤裕           | 1R 1:00                         | BERSERKER                             | 2012年1月15日  |
| –    | ミスターX        | 無効試合                        | 益荒男－MASURAO－第伍陣               | 2011年11月6日  |
| ×    | ジャックナイフ林 | 1R TKO                          | 喧王 ISM KING OF KING ROAD 2009 vol.3 | 2009年4月10日  |
| ×    | チョコボール金山 | 1R 2:00 判定                    | 喧王 ISM vol.13                       | 2008年12月30日 |
| ×    | 大谷匡弘         | 1R 0:28 TKO                     | THE OUTSIDER 第2回                    | 2008年7月19日  |
| ○    | aym-jet          | 1R 2:40 TKO（ドクターストップ） | THE OUTSIDER 第1回                    | 2008年3月30日  |

### アマチュアキックボクシング
| キックボクシング 戦績 | キックボクシング 戦績 | キックボクシング 戦績 | キックボクシング 戦績 | キックボクシング 戦績 | キックボクシング 戦績 | キックボクシング 戦績 |
| --------------------- | --------------------- | --------------------- | --------------------- | --------------------- | --------------------- | --------------------- |
| 12 試合               | (T)KO                 | 判定                  | その他                | 引き分け              | 無効試合              |                       |
| 6 勝                  | 0                     | 6                     | 0                     | 0                     | 0                     |                       |
| 6 敗                  | 2                     | 4                     | 0                     | 0                     | 0                     |                       |

| 勝敗 | 対戦相手                      | 試合結果                    | 大会名           | 開催年月日     |
| ×    | 貴a.k.a悪魔王子               | 1R 0:40 KO（右フック）      | BreakingDown16   | 2025年7月13日  |
| ○    | せーや                        | 1分1R+延長1R終了 判定5-0    | BreakingDown15   | 2025年3月2日   |
| ×    | 超10人ニキブルー100倍界王拳   | 1分1R終了 判定0-3           | BreakingDown13.5 | 2024年10月6日  |
| ○    | 七瀬嘛雪璃 さわむー Yoshihito | 1分1R終了 判定4-1           | BreakingDown13   | 2024年9月1日   |
| ×    | 黒石高大                      | 1分1R終了 判定0-5           | BreakingDown12   | 2024年6月2日   |
| ×    | 萩原裕介                      | 1R 0:17 TKO（右ストレート） | BreakingDown10   | 2023年11月23日 |
| ×    | キム・アムゲ                  | 1分1R終了 判定0-5           | BreakingDown8    | 2023年5月21日  |
| ○    | バン仲村                      | 1分1R+延長1R終了 判定5-0    | BreakingDown7    | 2023年2月19日  |
| ○    | 梵頭                          | 1分1R+延長1R終了 判定5-0    | BreakingDown6    | 2022年11月3日  |
| ×    | 平石光一                      | 1分1R終了 判定2-3           | BreakingDown5    | 2022年7月17日  |
| ○    | こめお                        | 1分1R終了 判定2-1           | BreakingDown4    | 2022年3月21日  |
| ○    | 丸出しりょうた                | 1分1R終了 判定3-0           | BreakingDown2    | 2021年9月27日  |

### エキシビション
| 勝敗 | 対戦相手                     | 試合結果                     | 大会名                                           | 開催年月日    |
| ×    | 啓之輔                       | 1R 1:31 腕ひしぎ十字固め     | BreakingDownZ                                    | 2024年9月12日 |
| ×    | 智也                         | 1R 0:58 KO（左ミドルキック） | KICK the ROOTS 〜宇都宮キックボクシング〜        | 2010年6月13日 |
| △    | チャンデー・ソーパランタレー | 2分2R終了 勝敗なし           | ムエローク Japan 2009 ～最大最強のムエタイ祭り～ | 2009年1月18日 |

## 「関東連合」との関係
のちの「関東連合」のメンバーである松嶋重は杉並区立高南中学校の1年先輩であり、中学生当時、近隣の杉並区立東田中学校の中で一番危険な不良と知られていたのがのちの「六本木クラブ襲撃事件」の主犯格であるM(2023年現在、国際指名手配中)であった。中学生時に松嶋とともにMを襲撃しに行くも、決着のつかないままにMおよびのちの関東連合の面々と友好的な関係になる。松嶋とM両名との親交関係は2012年に起きた「六本木クラブ襲撃事件」の時期まで継続していた。
「六本木クラブ襲撃事件」は人違いにより起こった事件であるが、本来の標的とされる人物とその兄(以下、K兄弟)とは、16歳時に同世代のチーマーを制圧するために人員を集めていた際に知り合う。また、チーマー制圧の過程で関東連合系の暴走族「宮前愚連隊」の柴田大輔とも交流をもつ。10代当時の関東連合周辺で、連合への加入を断わったのはK兄弟と瓜田だけであった。その後、K兄弟は関東連合との関わりを絶ち、関東連合との抗争に突入していく。
2008年の西新宿事件で殺害された被害者とも10代の頃から交流があり、被害者は不良グループ「新宿ジャックス」の初代メンバーで、関東連合の世話役でもあった。事件の2週間後に開催された格闘技大会「THE OUTSIDER」の旗揚げ大会では、出自が韓国であったその人物への餞としてハングルを彫り込んだガウンを着用して出場した。
2012年に松嶋らより3学年下の関東連合元リーダーである、石元太一と抗争状態と言える緊張関係にあった。2010年に石元が当事者として関与した「市川海老蔵暴行事件」に関して、テレビ番組『Mr.サンデー』(フジテレビ)にコメンテーターとして出演したことに石元が難癖をつけてきたことがその一連の揉め事の始まりであったが、その背景は石元の芸能界進出をプロデュースしようとしていた松嶋による画策であったとしている。
2013年には「六本木クラブ襲撃事件」に関して「(自身は)一連の事件とは一切関係ない」と断ったうえで、『SPA!』と『週刊大衆ヴィーナス』の取材を受け、真っ先に実行犯として出頭した2名を名指しで批判した。また、関係人物らの過去の写真を週刊誌メディアに提供してきた者を激しく批判し、自身のブログにも記事を掲載したが、この一連の流れについても松嶋らの保身のために自分が利用されてしまったものであったとしている。

## 書籍

### 単著
- ドブネズミのバラード (2008年9月12日、太田出版) ISBN 4778311477
- ピラニア 〜雨の街、俺たちの絆〜 (2009年3月19日、太田出版) ISBN 4778311698
- 泥だらけのありがとう アウトローのカリスマ44のメッセージ (2010年8月19日、武田ランダムハウスジャパン) ISBN 4270005971[99]
- 遺書 〜関東連合崩壊の真実と、ある兄弟の絆〜 (2014年4月18日、太田出版) ISBN 4778314069
- 遺書 〜関東連合崩壊の真実と、ある兄弟の絆〜 (文庫／2015年10月1日、竹書房) ISBN 4801904963
- 國殺 〜国が國を殺している〜 (2015年10月30日、竹書房) ISBN 4801905404
- 熱帯夜 (2017年11月4日、電子書籍)
- アンサー (2021年11月19日、サイゾー) ISBN 4866251484
- 関係ねぇよ (2023年5月19日、サイゾー) ISBN 4866251700 - 日めくりカレンダー

## 作品

### 配信楽曲
以下、すべて瓜田夫婦名義
- recollection (feat. Kombow & DJ TVXI) (2019年、JesusRecord)
- Alba della Sicilia (feat. dj TVXI & kombow) (2019年、JesusRecord)
- TO FATHER (2019年、JesusRecord)
- WHO IS JOKER (feat. DJ TVXI) (2020年、JesusRecord)
- NeverForget (feat. TVXI) (2020年、JesusRecord)
- 荒野のデスペラード (2020年、JesusRecord)
- Ill be Loving You LongTime (2020年、JesusRecord)
- 十代の追憶 (2021年、JesusRecord)
- 星屑の眠る街 (2021年、JesusRecord)
- 桜 永遠に (2022年、JesusRecord)
- squall (2023年、JesusRecord)

### DVD
- ブルーベリー 〜僕の詩 母の歌〜 (2009年4月、GPミュージアム) - 監督・主演[100]。ショートムービー。
- History 瓜田純士ドキュメント (2011年、NOTO)

### 参加作品
- Multi Plier Sync.『GALAXY』(2016年、Pヴァイン) - 15曲目「-not without complications-/talk by Urita Junshi」に参加

## 出演

### テレビ
- Mr.サンデー (2012年、フジテレビ系) - コメンテーター
- BAZOOKA!!! (2023年5月20日、ABEMA) - 特集企画「瓜田純士という男！歌舞伎町で過激な半生を紐解く！」

### 映画
- BLUE FIGHT 〜蒼き若者たちのブレイキングダウン〜（2025年1月31日）[101]

### イベント
- KING OF TATTOO LIVE 2009 秋 (2009年10月、新大久保EARTHDOM) - TOKYO HARDCORE TATTOO主催
- 47+1 新生 New Year Rock Festival (2020年12月31日、神田明神ホール) - 「瓜田純士＆麗子」として出演。無観客配信ライブ[102]
- 50th New Year Rock Festival 2022-2023 (2022年12月31日、東京ガーデンシアター) - 瓜田夫婦として出演[103]